# Хронологія пілотованих космічних польотів (1960-ті)
Цей список містить перелік пілотованих польотів з 1961-го по 1969-й роки. 1960-ті — перше десятиліття польотів людини в космос. У цей період були розпочаті радянські космічні програми Восток, Восход і Союз, і американські Меркурій, Джеміні і Аполлон.
- Червоним виділені невдалі запуски.
- Зеленим — суборбітальні польоти.

## 1961 рік
| № | Дата      | Корабель     | Екіпаж                   | Країна | Досягнення | Тривалість         |
| - | --------- | ------------ | ------------------------ | ------ | --- | ------------------ |
| 1 | 12 квітня | «Восток-1»   | Гагарін Юрій Олексійович | СРСР   | Перший політ людини в космос (орбітальний, макс. висота 327 км) | 1 година 48 хвилин |
| - | 5 травня  | «Меркурій-3» | Алан Шепард              | США    | Суборбітальний політ. Місія також стала першим "завершеним" орбітальним космічним польотом за визначенням Міжнародної авіаційної федерації, оскільки, на відміну від радянської місії "Восток-1", пілот здійснив посадку, залишаючись всередині космічного корабля. | 15 хвилин          |
| - | 21 липня  | «Меркурій-4» | Вірджил Ґріссом          | США    | Суборбітальний політ | 16 хвилин          |
| 2 | 6 серпня  | «Восток-2»   | Титов Герман Степанович  | СРСР   | Перший добовий політ. | 25 годин 18 хвилин |

Підсумки року
- Перший рік пілотованих польотів.
- Перші два орбітальні польоти в СРСР і два суборбітальні польоти у США.
- Рекорд тривалості польоту = 25 годин 18 хвилин.

## 1962 рік
| № | Дата      | Корабель     | Екіпаж                      | Країна | Досягнення | Тривалість                 |
| - | --------- | ------------ | --------------------------- | ------ | --- | -------------------------- |
| 3 | 20 лютого | «Меркурій-6» | Джон Гленн                  | США    | Перший орбітальний політ США (висота 186 км). Місія також є першим "завершеним" орбітальним польотом за попередніми визначеннями FAI, оскільки, на відміну від сучасних радянських місій "Восток", пілот здійснив посадку, залишаючись всередині космічного корабля | 4 години 55 хвилин         |
| 4 | 24 травня | «Меркурій-7» | Скотт Карпентер             | США    | | 4 години 56 хвилин         |
| 5 | 11 серпня | «Восток-3»   | Андріян Григорович Ніколаєв | СРСР   | Перший груповий політ двох кораблів («Восток-3» та «Восток-4»). Рекорд тривалості польоту = 94 години 25 хвилин | 3 доби 22 години 25 хвилин |
| 6 | 12 серпня | «Восток-4»   | Павло Романович Попович     | СРСР   | Зближення з кораблем «Восток-3» до 6 км | 2 доби 22 години 59 хвилин |
| 7 | 3 жовтня  | «Меркурій-8» | Волтер Ширра                | США    | | 9 годин 13 хвилин          |

Підсумки року
- Перший орбітальний політ у США.
- Перший груповий політ двох космічних кораблів.
- Космонавтів СРСР — 4 (+2 за рік);   Пілотованих польотів СРСР — 4 (+2 за рік)
- Астронавтів США — 3 (+3 за рік);   Пілотованих польотів США — 3 (+3 за рік)
- Всього астронавтів і космонавтів — 7 (+5 за рік)
- Всього пілотованих польотів — 7 (+5 за рік)
- Рекорд тривалості польоту = 94 години 25 хвилин

## 1963 рік
| №  | Дата      | Корабель     | Екіпаж                            | Країна | Досягнення                                                                           | Тривалість                 |
| -- | --------- | ------------ | --------------------------------- | ------ | ------------------------------------------------------------------------------------ | -------------------------- |
| 8  | 15 травня | «Меркурій-9» | Гордон Купер                      | США    | Перший добовий політ США                                                             | 1 доба 10 годин 20 хвилин  |
| 9  | 14 червня | «Восток-5»   | Валерій Федорович Биковський      | СРСР   | Другий груповий політ двох кораблів. Рекорд тривалості польоту = 119 годин 6 хвилин. | 4 доби 23 години 6 хвилин  |
| 10 | 16 червня | «Восток-6»   | Валентина Володимирівна Терешкова | СРСР   | Перша жінка в космосі. Зближення з кораблем «Восток-5» до 5 км.                      | 2 доби 22 години 50 хвилин |

Підсумки року
- Перший політ жінки-космонавта.
- Другий груповий політ двох космічних кораблів.
- Космонавтів СРСР — 6 (+2 за рік);   Пілотованих польотів СРСР — 6 (+2 зарік)
- Астронавтів США — 4 (+1 за рік);   Пілотованих польотів США — 4 (+1 за рік)
- Всього астронавтів і космонавтів — 10 (+3 за рік)
- Всього пілотованих польотів — 10 (+3 за рік)
- Рекорд тривалості польоту = 119 годин 6 хвилин

## 1964 рік
| №  | Дата      | Корабель | Екіпаж                                                                              | Країна | Досягнення                                    | Тривалість               |
| -- | --------- | -------- | ----------------------------------------------------------------------------------- | ------ | --------------------------------------------- | ------------------------ |
| 11 | 12 жовтня | «Восход» | Володимир Михайлович Комаров, Костянтин Петрович Феоктистов, Борис Борисович Єгоров | СРСР   | Перший політ багатомісного космічного корабля | 1 доба 0 годин 17 хвилин |

Підсумки року
- Перший політ багатомісного космічного корабля.
- Вперше в космосі одночасно три космонавти.
- Вперше в космосі цивільні фахівці.
- Космонавтів СРСР — 9 (+3 за рік);   Пілотованих польотів СРСР — 7 (+1 за рік)
- Астронавтів США — 4 (+0 за рік);   Пілотованих польотів США — 4 (+0 за рік)
- Всього астронавтів і космонавтів — 13 (+3 за рік)
- Всього пілотованих польотів — 11 (+1 за рік)
- Рекорд тривалості польоту = 119 годин 6 хвилин

## 1965 рік
| №  | Дата       | Корабель     | Екіпаж                                          | Країна | Досягнення | Тривалість                 |
| -- | ---------- | ------------ | ----------------------------------------------- | ------ | --- | -------------------------- |
| 12 | 18 березня | «Восход-2»   | Павло Іванович Бєляєв, Олексій Архипович Леонов | СРСР   | Перший політ двомісного космічного корабля. Перший вихід у відкритий космос.                                                               | 1 доба 2 години 2 хвилини  |
| 13 | 23 березня | «Джеміні-3»  | Вірджил Гріссом, Джон Янг                       | США    | Перший політ двомісного космічного корабля США.                                                                                            | 4 години 53 хвилини        |
| 14 | 3 червня   | «Джеміні-4»  | Джеймс Макдівітт, Едвард Вайт                   | США    | Перший вихід американського космонавта у відкритий космос.                                                                                 | 4 доби 1 година 56 хвилин  |
| 15 | 21 серпня  | «Джеміні-5»  | Гордон Купер, Чарльз Конрад                     | США    | Вперше астронавт (Купер) здійснює другий космічний політ. Рекорд тривалості польоту = 190 годин 55 хвилин                                  | 7 діб 22 години 55 хвилин  |
| 16 | 4 грудня   | «Джеміні-7»  | Френк Борман, Джеймс Ловелл                     | США    | Рекорд тривалості польоту = 330 годин 35 хвилин Перший груповий політ американських космічних кораблів. Зближення з кораблем «Джеміні-6А». | 13 діб 18 годин 35 хвилин  |
| 17 | 15 грудня  | «Джеміні-6А» | Волтер Ширра, Томас Стаффорд                    | США    | Перший груповий політ американських космічних кораблів. Зближення з кораблем «Джеміні-7». Вперше в космосі одночасно 4 астронавти.         | 1 доба 1 година 51 хвилина |

Підсумки року
- Перший вихід у відкритий космос.
- Перші польоти двомісних космічних кораблів.
- Вперше в космосі одночасно 4 астронавта.
- Вперше астронавт здійснив два космічні польоти.
- Космонавтів СРСР — 11 (+2 за рік);   Пілотованих польотів СРСР — 8 (+1 за рік)
- Астронавтів США — 12 (+6 за рік);   Пілотованих польотів США — 9 (+5 за рік)
- Всього астронавтів і космонавтів — 23 (+10 за рік)
- Всього пілотованих польотів — 17 (+6 за рік)
- Рекорд тривалості польоту = 330 годин 35 хвилин

## 1966 рік
| №  | Дата         | Корабель     | Екіпаж                       | Країна | Досягнення                                                                           | Тривалість                 |
| -- | ------------ | ------------ | ---------------------------- | ------ | ------------------------------------------------------------------------------------ | -------------------------- |
| 18 | 16 березня   | «Джеміні-8»  | Ніл Армстронг, Девід Скотт   | США    | Перше стикування на орбіті з ракетою-метою «Аджена».                                 | 10 годин 41 хвилина        |
| 19 | 3 червня     | «Джеміні-9А» | Томас Стаффорд, Юджин Сернан | США    | Вихід Сернана у відкритий космос.                                                    | 3 доби 0 годин 21 хвилина  |
| 20 | 18 липня     | «Джеміні-10» | Джон Янг, Майкл Коллінз      | США    | Стикування з апаратами «Аджена-10» і «Аджена-8». Коллінз — вихід у відкритий космос. | 2 доби 22 години 47 хвилин |
| 21 | 12 вересня   | «Джеміні-11» | Чарльз Конрад, Річард Гордон | США    | Рекорд висоти орбіти — 1.372 км. Гордон — вихід у відкритий космос.                  | 2 доби 23 години 17 хвилин |
| 22 | 11 листопада | «Джеміні-12» | Джеймс Ловелл, Едвін Олдрін  | США    | Олдрін — 3 виходи у відкритий космос загальною тривалістю 5,5 годин                  | 3 доби 22 години 35 хвилин |

Підсумки року
- Перше стикування на орбіті.
- Космонавтів СРСР — 11 (+0 за рік);   Пілотованих польотів СРСР — 8 (+0 за рік)
- Астронавтів США — 18 (+6 за рік);   Пілотованих польотів США — 14 (+5 за рік)
- Всього астронавтів і космонавтів — 29 (+6 за рік)
- Всього пілотованих польотів — 22 (+5 за рік)
- Рекорд тривалості польоту = 330 годин 35 хвилин

## 1967 рік
| №  | Дата      | Корабель | Екіпаж                       | Країна | Досягнення | Тривалість                |
| -- | --------- | -------- | ---------------------------- | ------ | --- | ------------------------- |
| 23 | 23 квітня | «Союз-1» | Володимир Михайлович Комаров | СРСР   | Перший політ нового радянського космічного корабля «Союз». Вперше радянський космонавт вчиняє два космічні польоти. Вперше космонавт гине при виконанні космічного польоту. | 1 доба 2 години 37 хвилин |

Підсумки року
- Перший політ нового радянського космічного корабля «Союз».
- Вперше радянський космонавт ввиконав два космічні польоти.
- Вперше космонавт гине при виконанні космічного польоту.
- Космонавтів СРСР — 11 (+0 за рік);   Пілотованих польотів СРСР — 9 (+1 за рік)
- Астронавтів США — 18 (+0 за рік);   Пілотованих польотів США — 14 (+0 за рік)
- Всього астронавтів і космонавтів — 29 (+0 за рік)
- Всього пілотованих польотів — 23 (+1 за рік)
- Рекорд тривалості польоту = 330 годин 35 хвилин.

## 1968 рік
| №  | Дата      | Корабель    | Екіпаж                                     | Країна | Досягнення | Тривалість                  |
| -- | --------- | ----------- | ------------------------------------------ | ------ | --- | --------------------------- |
| 24 | 11 жовтня | «Аполлон-7» | Волтер Ширра, Донн Айзлі, Волтер Каннінгем | США    | Перший політ нового американського космічного корабля «Аполлон». Вперше три американські астронавти в одному екіпажі. Волтер Ширра першим виконує третій космічний політ. | 10 діб 20 годин 9 хвилин    |
| 25 | 26 жовтня | «Союз-3»    | Георгій Тимофійович Береговий              | СРСР   | Зближення з непілотованим кораблем «Союз-2». | 3 доби 22 години 51 хвилина |
| 26 | 21 грудня | «Аполлон-8» | Френк Борман, Джеймс Ловелл, Вільям Андерс | США    | Перший політ до Місяця. Вперше три американські астронавти вийшли на навколомісячну орбіту.                                                                               | 6 діб 3 години 1 хвилина    |

Підсумки року
- Перший політ нового американського корабля «Аполлон».
- Через півтора року після загибелі Комарова в СРСР поновлюються пілотовані польоти.
- Перший пілотований обліт Місяця.
- Космонавтів СРСР — 12 (+1 за рік);   Пілотованих польотів СРСР — 10 (+1 за рік)
- Астронавтів США — 21 (+3 за рік);   Пілотованих польотів США — 16 (+2 за рік)
- Всього астронавтів і космонавтів — 33 (+4 за рік)
- Всього пілотованих польотів — 26 (+3 за рік)
- Рекорд тривалості польоту = 330 годин 35 хвилин.

## 1969 рік
| №  | Дата         | Корабель     | Екіпаж                                                                                   | Країна | Досягнення | Тривалість                  |
| -- | ------------ | ------------ | ---------------------------------------------------------------------------------------- | ------ | --- | --------------------------- |
| 27 | 14 січня     | «Союз-4»     | Володимир Олександрович Шаталов                                                          | СРСР   | Перше стикування двох пілотованих кораблів. | 2 доби 23 години 23 хвилини |
| 28 | 15 січня     | «Союз-5»     | Борис Валентинович Волинов, Олексій Станіславович Єлісєєв, Євген Васильович Хрунов       | СРСР   | Перше стикування двох пілотованих кораблів. Єлісєєв і Хрунов перейшли через відкритий космос в «Союз-4». Вперше стартували космонавти на одному, а приземлилися на іншому кораблі. | 3 доби 0 годин 56 хвилин    |
| 29 | 3 березня    | «Аполлон-9»  | Джеймс Макдівітт, Девід Скотт, Рассел Швайкарт                                           | США    | Маневри з місячною кабіною на навколоземній орбіті. | 10 діб 1 година 1 хвилина   |
| 30 | 18 травня    | «Аполлон-10» | Томас Стаффорд, Джон Янг, Юджин Сернан                                                   | США    | Другий політ до Місяця. Генеральна репетиція висадки на Місяць. | 8 діб 0 годин 3хвилини      |
| 31 | 16 липня     | «Аполлон-11» | Ніл Армстронг, Майкл Коллінз, Едвін Олдрін                                               | США    | Висадка астронавтів Армстронга і Олдріна на Місяць. | 8 діб 3 години 9хвилин      |
| 32 | 11 жовтня    | «Союз-6»     | Георгій Степанович Шонін, Валерій Миколайович Кубасов                                    | СРСР   | Перший груповий політ трьох космічних кораблів. | 4 доби 22 години 42хвилини  |
| 33 | 12 жовтня    | «Союз-7»     | Анатолій Васильович Філіпченко, Віктор Васильович Горбатко, Владислав Миколайович Волков | СРСР   | Взаємні маневри трьох космічних кораблів. | 4 доби 22 години 41хвилина  |
| 34 | 13 жовтня    | «Союз-8»     | Володимир Олександрович Шаталов, Олексій Станіславович Єлісєєв                           | СРСР   | Вперше в космосі одночасно сім космонавтів. | 4 доби 22 години 50хвилин   |
| 35 | 14 листопада | «Аполлон-12» | Чарльз Конрад, Річард Гордон, Алан Бін                                                   | США    | Друга експедиція з висадкою на Місяці. | 10 діб 4 години 36хвилин    |

Підсумки року
- Перше стикування пілотованих кораблів.
- Перша і друга висадки людини на Місяці.
- Груповий політ трьох космічних кораблів. Вперше в космосі одночасно сім
- космонавтів.
- Космонавтів СРСР — 21 (+9 за рік);   Пілотованих польотів СРСР — 15 (+5 за рік)
- Астронавтів США — 23 (+2 за рік);   Пілотованих польотів США — 20 (+4 за рік)
- Всього астронавтів і космонавтів — 44 (+11 за рік)
- Всього пілотованих польотів — 35 (+9 за рік)
- Рекорд тривалості польоту = 330 годин 35 хвилин.

1. ↑  Sparrow, Giles (2019). Spaceflight : the complete story, from Sputnik to Curiosity (вид. Second [American]). New York: Dorling Kindersley Limited. с. 82. ISBN 978-1465479655.
2. 1 2  FAI Sporting Code Section 8 – Astronautics, 2009 Edition (Class K, Class P) (PDF). Fédération Aéronautique Internationale. Архів оригіналу (PDF) за 12 листопада 2021. Процитовано 20 вересня 2022. [Архівовано 2021-11-12 у Wayback Machine.]
3. ↑  Williams, Matthew S. (28 квітня 2022). Ad Astra: The past, present, and future of spacecraft. interestingengineering.com. Процитовано 5 серпня 2022.
4. ↑  Vostok/Mercury. abyss.uoregon.edu. Архів оригіналу за 5 серпня 2022. Процитовано 5 серпня 2022.
5. ↑  Burgess, Colin (2009). The first Soviet cosmonaut team : their lives, legacy, and historical impact. Berlin: Springer. с. xxiii. ISBN 978-0387848235.